# Georg Köpf
Georg Köpf (* 1952 in Heidelberg) ist ein deutscher Wirtschaftswissenschaftler und seit 1993 Professor für Finanzdienstleistungen/Bankbetriebslehre an der Hochschule Kempten.

## Leben
Nach Abschluss der Ausbildung zum Bankkaufmann und anschließendem Abitur absolvierte Georg Köpf ein Studium der Betriebswirtschaftslehre, Statistik und Volkswirtschaftslehre an der Universität Mannheim und promovierte über die Bewertung von Aktienoptionen zum Dr. rer. pol.
Nach leitenden Funktionen im Bankbereich und in der Unternehmensberatung übernahm er 1993 eine Professur für Betriebswirtschaft an der Hochschule Kempten. Schwerpunkte seiner Tätigkeiten sind das Strategische Management, Risikomanagement, Investment Banking, Wealth Management, Unternehmensfinanzierung und Behavioral Finance, einer Kombination aus Ökonomie und Psychologie zur Erklärung von Verhalten/Entscheidungen von Menschen.
Er ist Autor zahlreicher Bücher und Artikel zu den Themen Kapitalanlage, Anlegerverhalten, Sonderformen der Finanzierung, Bankstrategien, Derivate, Beschwerdemanagement, Existenzgründung, Private Equity, Wagniskapital, Hedgefonds, Merger & Aquisitions (M & A), Portfoliomanagement, Kundenzufriedenheit, Kunst. Sein Spezialgebiet ist die Analyse der Performance passiver Index-Anlagen in Form von börsengehandelter Investmentfonds, ETF (Exchange-traded funds).
Georg Köpf ist Veranstalter bzw. Leiter von Seminaren für Banken, Börsen, Behörden und sonstige Unternehmen und Redner/Referent auf nationalen und internationalen Tagungen und Kongressen, sowie Kundenveranstaltungen von Firmen. Ferner ist Georg Köpf national und international bei der Akkreditierung von Studiengängen als Experte tätig.
Georg Köpf malt in seiner Freizeit Gemälde mit Acryl; seine Werke in Acryl mit Bier als Malmedium bezeichnet er als „Bierelle“.

## Publikationen (Auswahl)
- Ansätze zur Bewertung von Aktienoptionen, VVF-Verlag, München 1987 ISBN 3-88259-513-2
- Anwendungsmöglichkeiten von Renten-Futures im Risikomanagement, in: Auftrieb für den Finanzplatz Deutschland durch die DTB, Frankfurt 1989, ISBN 3-924875-41-3
- mit: Peter Königbauer: Die Deutsche Terminbörse – Wie nutze ich die Produkte der DTB?, Economica-Verlag, Bonn 1991
- Franchising – Ratschläge und Richtlinien, aktuelle Checklist für Existenzgründer, Eigenverlag 2004